# Coves de Gairat
Les Coves de Gairat és una cavitat del terme de Conca de Dalt, al Pallars Jussà, dins de l'antic terme d'Hortoneda de la Conca, en territori del poble de Claverol. Estan situades al vessant occidental dels Rocs de Gairat, a la capçalera del barranc de la Font d'Artic. És a ponent del Tossal de Sant Martí.